# Бесєдін Василь Федорович
Бесєдін Василь Федорович — український економіст.
Народився 29 листопада 1926 у селі Чуланово Бєлгородської області (РФ).
Доктор економічних наук (1972), професор (1975). Закінчив Харківський гірничий інститут (1954).
Працював у Харківському інституті радіоелектроніки та обчислювальної техніки (1954–65) на посадах асистента кафедри, старшого викладача, доцента. У 1965–79 працював в Обчислювальному центрі Держплану УРСР.
У 1979—2014 рр. був завідувачем відділу, директором, заступником директора Науково-дослідного економічного інституту Міністерства економіки України. Має власну наукову школу з проблем управління економічним і соціальним розвитком, методів і моделей макромоделювання, планування та державного регулювання.